# 音声多重放送
音声多重放送（おんせいたじゅうほうそう）とは、一つの放送チャンネルに複数の音声を多重化して行う放送である。

## 日本のテレビ放送

### 開発から本放送に至るまでの経緯
開発の着手から室内実験まで
日本では1962年からNHK放送技術研究所が開発に着手しNHKと民放6社から実験局開設の申請が行われ、1964年9月には東京オリンピックに向けて「テレビ音声多重実験協議会」を結成したが、技術的実験のみにとどまり実際の放送サービスには進展せず、1966年8月に協議会を解散し郵政省電波技術審議会の諮問事項に引き継いだ。
その後、欧州放送連合の技術委員会で音声多重放送の本格的研究が開始され、1970年の日本万国博覧会に向けて2か国語放送・ステレオ放送の実験要望が寄せられたことからNHK技研は1968年に室内実験を再開した。
既存の放送施設を使っての実験放送の開始、方式の決定
1969年、郵政省は翌年（1970年）の日本万国博覧会に伴い、実験局による放送の実施を認める方針を出し、同年6月27日、NHK東京教育テレビに野外実験の為の実験局の予備免許を付与、同年7月26日に運用開始。同年8月7日からは、放送時間帯外の深夜に技術面の調査・試験の為の実験放送を開始。1962年頃からFM-FM方式、SSB-FM方式等の諸方式の比較検討が進められていたが、FM-FM方式が優れているとの実験結果に基づいて、その方式に於いて、同年10月末まで2重音声とステレオによる実験放送を実施。この結果、同方式を採用することに基本的な問題はないものの、更に検討を加える為、今度はNHK総合テレビ(東京・大阪)に於いて、実験放送を継続することとなった。(これにより、NHK東京教育テレビでの実験局は、同年11月30日に廃局となった。)
1969年12月21日、東京・大阪両地区のNHK総合テレビで、同放送の番組に於いての実験放送が開始された。
先ず2か国語放送は、同日の番組「劇映画 『ぼくはついてる』」を皮切りに、アメリカの劇映画（『ママは太陽』等）や、前述で要望があった万博の関連番組、万博閉幕後は外国映画や19時のニュース(1971年10月から)等にて行われた。
ステレオ放送は、東京の総合テレビのみで行われ、1970年8月9日の『NHKコンサートホール』を皮切りに行われた。「NHKアーカイブス」のホームページ内にある「NHKクロニクル」(NHKのテレビ・ラジオの過去の番組表を検索できるサイト)内での記録では、同番組にてその後2回（同年8月23日と翌年9月12日）、更に、NHKイタリア歌劇公演から2回分（1971年9月11日と1973年9月23日放送分）同放送が行われたとの記録がある。NHK年鑑では、1971年版の記載では「NHKコンサートホール」に於いて「(1970年)8月から9月にかけて、ステレオの実験放送も行われた」とあり、1972年版の記載では、「「NHKイタリア歌劇公演」等の音楽番組が数回放送された」とある。
そして1972年3月、電波技術審議会は、今迄の各方式の比較実験、前述のNHKの野外実験放送等を基に調査検討を行った結果、現行放送との両立性を考慮すると、FM-FM方式が最も適しているという結果を発表。技術基準や特性を示した上で郵政大臣に答申を行い、日本に於いての規格方式が正式に決定された。
その後もNHKは実験放送を続けたものの、カラーテレビ受像機の普及を最優先方針としたこと等から、1973年12月9日の19時のニュースの2か国語放送を最後に同実験放送を終了し、音声多重放送の実験局を一旦廃局した。
実用化試験放送開始
その後カラーテレビの普及が一段落したことから、1978年から実用化試験放送として再開されることとなった（その再開に際し、同年7月に日本テレビが試験放送を行っている）。
先ず同年9月22日に郵政省は、初の音声多重実用化試験局の予備免許を、東京と大阪のNHK総合テレビ及び民放6局(日本テレビ、TBS、フジテレビ、テレビ朝日、東京12チャンネル(当時)、読売テレビ放送)に付与した。
そして同月28日、郵政省は初の音声多重実用化試験局の本免許を、東京と大阪のNHK総合テレビと日本テレビに付与する。これを受け、日本テレビがその直後に『ミセス&ミセス』の番組内で同放送開始の特別コーナーを設け、その免許を付与した服部安司郵政大臣（当時）を迎え、午前10時01分、番組司会者が「第3のテレビ時代スタートの瞬間です。」とアナウンスした直後に、服部郵政相がステレオ放送のスイッチを入れ、世界初の音声多重放送の実用化試験放送を開始した。
これを皮切りに、その3日後の10月1日にはNHKの東京・大阪の各総合テレビと大阪の読売テレビ放送が、更にその翌日にはフジテレビが開始。年内には全ての在京民放キー局が開始し、1979年3月までには全ての在阪民放の準キー局が開始した。また、名古屋を始めとする大都市や、地方都市でも富山県の北日本放送（1978年12月23日開始）を皮切りに相次いで開始された。
2音声多重放送の誕生
実用化試験放送が始まって1年経過した翌年(1979年)の10月7日、日本テレビが、この日投票が行われた「第35回衆議院議員総選挙」の開票速報番組『'79総選挙にズームイン!!開票速報』の二か国語放送の副音声にて、画面とは関係ない開票速報や党派別当選者数を放送。これが後に当時の放送法違反とされ、翌年(1980年)5月31日に郵政省から文書による厳重注意を受ける。
しかしその翌月(6月)の22日に、「第36回衆議院議員総選挙」と「第12回参議院議員通常選挙」の衆参同時選挙が行われることから、その開票速報特番にて、日本テレビは音声多重放送の副音声を活用できる様に政府の関係方面に働きかけた結果、6月9日、郵政省は今度のダブル選挙のテレビ開票速報に限り、同放送の免許条件の枠を特例として、選挙速報の補足的内容に限り、副音声の放送を認める方針を決定、同月20日の同省の電波監理審議会の審議にて了承された。
そして6月23日、この日の前日に行われた衆参同時選挙の翌日開票関係の番組にて、日本初の公式な音声多重の2音声多重放送が行われた。キー局では日本テレビを始め、フジテレビ、テレビ朝日、そして東京12チャンネル(当時)が実施。しかし、TBSテレビとNHKは行わなかった。
それから同年(1980年)の12月19日、「テレビジョン音声多重放送の免許方針」が、2音声多重放送を認める旨を記した内容に修正された。その放送での副音声放送の条件は、放送中のテレビ番組と同時性があり、内容も関連していることとなっている。しかし、災害に関する情報は、同時性・関連性がなくても認めている。
そして翌年(1981年)の1月23日に、全ての音声多重放送の実用化試験局に対してこの方針が施行され、施行されたその日に、日本テレビは『NNN昼のニュース』と『NNN JUST NEWS」の2つのニュース番組を、2音声多重放送にした。両番組共、副音声は主音声で伝えているニュースに関連した内容を伝える解説放送を行った。翌2月には、TBSテレビが16日から『夕やけロンちゃん』にて開始、副音声では番組冒頭の天気予報の詳しいデータを5分間にまとめ、それを3回繰り返して放送。東京12チャンネル(当時)も『東京証券取引所の第一部市況』にて開始、同取引所の第二部市況を副音声にて放送。更に翌3月には、1日にNHK総合テレビが『古典芸能鑑賞会』にて開始、副音声にて解説放送を行った。更に同月26日には、日本テレビでこの日の『プロ野球中継のオープン戦「巨人×阪神戦」』（於:後楽園球場）の中継にて実施、主音声は従来の実況で、副音声は阪神ファン向けの実況及び解説となっており、この日の副音声は、解説が村山実、実況は読売テレビのアナウンサーが担当した。翌4月になると、フジテレビがプロ野球中継にて開始、副音声は対戦するチームのファン同士がトークを交えて中継を進める「やじうま応援合戦」等を行ったり、東京12チャンネル(当時)が『演歌の花道』にて、従来の主音声が歌入りの歌唱を放送し、副音声にてそのカラオケを放送することを行ったりした。
本放送開始へ
そして1982年12月1日、音声多重放送実用化の為の改正放送法とこれに伴う政令・省令・免許方針が施行されたことにより、音声多重放送は本放送として免許されることとなった。
これにより、以前実用化試験局として免許を受けていた放送局が、その免許更新時に本放送免許へと切り替わることとなった。その更新を受け、毎日放送テレビが同月(12月)8日付で、同本放送の第1号の免許となった。続いて同月12日にはテレビ西日本が、14日には北海道放送テレビ、16日にはテレビ朝日、20日には関西テレビ、22日には北日本放送テレビが各々、実用化試験局免許の有効期間満了に伴う再免許として、本放送免許に切り替わった。又、同年12月17日には、前述の有効期間満了とは別に、東京・大阪・前橋のNHK総合テレビと日本テレビ、テレビ東京他2社に、同本免許が付与された。更に改正後新たに同放送免許を申請した局は全て、本放送としての免許となった。

### 概要
アナログテレビの場合、2チャンネルステレオ放送と二重音声放送（副音声付放送、2か国語放送、解説放送）がある。音声多重放送実施放送局は、JO**-TAMというコールサインが割り当てられていた。
2チャンネルステレオ放送は、受信機の左右の2つの音声チャンネルを同時に利用して、音楽番組やスポーツ、ドラマ、アニメ番組のほとんど全ての番組と、トーク、バラエティ、ニュース番組の一部で利用される。
二重音声放送は、ニュースや海外映画などに日本語音声と外国語（現地）音声の両方を入れて放送する場合などに多く利用される。メインで流れる音声（多くは日本語）を主音声（しゅおんせい）、もう一方の音声（外国語）を副音声（ふくおんせい、英語：subchannel、サブチャンネル）という。なお、副音声に同じ言語（日本向け放送の場合なら同じ日本語）での補足的な内容が流れる番組は、解説放送（かいせつほうそう）と呼ばれている。
日本におけるアナログテレビ放送用の規格（NTSCの拡張規格）では、FM-FM方式により放送波の中の2つの搬送波チャンネル（主音声用と副音声用）を用いて音声が送信される。
ステレオ放送の場合は、主音声用チャンネルには左右（L,R）の混合音声（L+R）、副音声用チャンネルには左右の差音声（L-R）の信号を載せる和差方式にすることにより、ステレオ非対応の受信機でも不都合がない視聴が可能になる仕組みになっている。
同様にステレオ非対応の受信機で2か国語放送を視聴した場合は、主音声用チャンネルの信号しか復元されない。
一方、音声多重放送対応受信機では、ステレオ放送の場合は左右の音声が分離され、2か国語放送の場合は主音声または副音声を任意に選択（ただし、それぞれはモノラル音声で、左右に全く同じ内容を出力する）して聞くことができる。
ステレオ音声の場合は左チャンネル音声を左のスピーカからだけ、右チャンネル音声を右のスピーカーからだけ、などのように分けていずれか一方のスピーカーからのみ出力したり、片方の信号のみをモノラル音声として左右の両方から出力したり、様々な切り替えや選択が可能となっている。
前述のテレビやラジオ受信機と同じ原理により、旧来のモノラル音声記録のビデオレコーダーで音声多重番組を録画すると、モノラル音声テレビで視聴した場合と同様に、ステレオ放送は左右の混ざった音声が、2か国語放送の場合は主音声のみ録音・再生される。
一方、Hi-fiビデオと称される機種の場合は、ステレオ放送の場合はステレオ2ch音声で、2か国語放送の場合は主音声と副音声の両方が記録でき、再生ではステレオ放送の場合はステレオ2ch音声が、2か国語放送の場合は主／副音声の切替選択出力が行なわれる。
アナログ放送での二重音声放送（副音声付放送、2か国語放送、解説放送）の場合、ステレオ放送と二重音声放送を区別するための識別信号は、副音声搬送波に多重させていて（音声帯域外の高い周波数帯域に識別のための信号を含ませている）、受像機側がこれを検出することで可聴音声（人間が聞いて認識できる音声）への出力を切替制御している。
デジタル放送では放送波のデジタル信号としてのID部分に音声方式（二重音声放送、マルチ音声放送、5.1chサラウンドステレオ放送など）の識別のための制御情報が載っていて、これを利用して同様の切替制御を行なっている。
過去には副音声を使い、音響カプラ用音声やパソコンのデータレコーダ用の音声を流すなど、様々な試みもされている。また、1990年代にステレオ放送を実施する番組が急激に増え始めたのは、ビデオデッキのCMカット機能対策だといわれている。ちなみにテレビ大阪制作の番組は主にアニメ番組がステレオ放送だったが、2004年4月以降すべてステレオ放送に切り替えた。
地上デジタル放送・BSデジタル放送・CSデジタル放送の各民放局ではモノラル二重音声・5.1サラウンドを実施しない限りモノラル放送の番組をステレオ信号に乗せて放送されている（モノステレオ放送）。
日本の地上デジタル放送・BSデジタル放送・CSデジタル放送の場合は、放送規格にISDBを用いており、規格上では1放送チャンネルにつき8音声まで多重化することが可能である（但し、1放送チャンネル当たりの合計帯域数の制限も受けるので、必ず8多重が可能になるわけではない）。これを利用して複数音声によるステレオ放送や、5.1ch放送などを実現することが可能である。
NHKでは、高齢者向けに、BGMや効果音を通常よりも小さくして、ナレーションなどの声を聞きやすくした音声サービスが実施されている。なお、従来の二重音声放送の場合は、一度切り替えた音声設定は、再度変更するまでは、チャンネルが変わっても電源の入／切を繰り返しても変らないものが殆んどだが、デジタル放送で新たに取り入れられた多重音声（マルチ音声）の場合は、チャンネルや番組が変わると、第一音声に戻る仕様のものが多い。なお、デジタル放送での2チャンネルステレオ放送の場合、音声コーデックには「MPEG2 AAC-LC」を用いているが、音声データの符号化ではアナログ放送での場合と同様に和差方式による信号情報が載せられており、再生時にはそれらの情報から左右音の分離を行っている。

### 整備状況
音声多重放送を実施するにあたっては、マスター、送信機、ネット回線等の放送機器を、音声多重仕様にしなければできない。

地上波の場合、アナログ放送時代は、同放送開始前は音声はモノラル仕様であったため、既存局での実施は、その為に設備の変更をしなければいけない反面、新規に開局する場合は、最初から音声多重仕様の設備を導入することで実施できる。又、全国ネット番組を始め局をまたいで同時ネットする際には、ネット回線の整備も音声多重仕様にしなければならない。その為、アナログ放送での開始は、地域的にばらつきが出ざるを得なかった。

その反面、地上デジタルテレビの場合は、規格的に最初から音声多重仕様になっており、又、同時ネット回線も、光ファイバー線によるデジタル回線を使用しており、送り・受け手共に当初の段階から対応している為、地域的にばらつきは出ない。
又、衛星放送は、NHKと民放のBS・CS各局共に、アナログ・デジタル放送に関わらず、衛星1つで日本全国をカバーしており、放送設備の方も元々対応しているため、どの地域にいても受信は可能であるので、地域差は生じることはない。

#### 地上アナログテレビ
最終的に、地上アナログテレビての音声多重放送は、放送大学を除くNHK・民放局共に実施された。
しかし前述の通り、様々な整備の関係上、実施には地域的にばらつきが出ざるを得なかった。その原因の1つに、テレビの同時ネット回線の整備等の状況もあったので、それも併せて記述する。

##### 同時ネット回線について
1978年の開始当時、テレビのそれは当時の電電公社（当時、現・NTT）のテレビ中継回線で行っていた。NHKの東京と大阪の総合テレビでは、1970年に大阪での日本万国博覧会の開催に備え、1969年12月21日の実験放送開始時から、東京・大阪間は既に2か国語については、NHKのそれ用の回線が整備され、1978年には、読売テレビ、毎日放送テレビが、キー局からの2か国語同時ネットについて整備をした。しかし、ステレオ放送のそれは整備されていなかった。
その後、翌年(1979年)の8月8日に先ず、東名阪及び北陸(金沢)回りに於いてステレオにも対応した音声多重放送回線が正式開通し、更に同年12月20日には、全国でテレビ回線の音声多重化の整備を完了した。
しかしこれにもかかわらず、北海道の札幌以外の地区では、民放各局で、コストが高くなる等の理由で、最後までアナログ方式の音声多重放送は一貫して行われなかった。これについては、民放の項を参照のこと。

##### NHK
総合テレビは、1978年10月1日の東京・大阪の各局を皮切りに、1979年8月8日の名古屋での開始を含め、先ず、東名阪のサービスエリア（関東、近畿、東海）での実施を優先した為、それ以外の地域は、1981年8月8日に各地域の拠点局（札幌、仙台、広島、福岡、松山）に導入された以外は、1983年6月から導入が始まり、1986年8月8日に全国整備が完了した。
教育テレビは、総合テレビでの開始から12年遅れて、先ず1990年10月1日に東京・大阪・名古屋の各局で開始され、同年12月1日から四国地域（松山、高松、徳島、高知）で開始、そして1991年3月21日に残りの地域で開始され、全国整備が完了した。

##### 民放
先ず、新規に開局の場合、1979年7月1日に開局した静岡第一テレビ以来全て、開局時と同時に開始をしている。
既存局の場合、先ず、東京・大阪のキー局及び準キー局は、最初の日本テレビの1978年9月28日の開始から最後の朝日放送テレビの1979年3月21日のそれまで、約半年の間で、全ての放送局が開始をした。
しかし、地方局では、そのテレビ局の地域や系列等によって、開始時期に差がつくこととなった。
先ず系列的には、日本テレビ系列局の多くで早めに導入され、その地域初の実施を成し遂げている局もあった反面、テレビ朝日系列はフルネットの地方局は導入が遅れ、新規にそれで開局した局よりも実施が遅れるケースが出た。
地域的には、早く導入する地域とそうでない地域の差が明確に出た。早い地域では、NHKよりも民放の方が先に導入開始する例が多く、中には、その地域の民放が全局一斉に開始するケースも含め、NHKが開始する以前にその地域の民放局全部が開始していたケースも多かった。その反面、そうでない地域は、NHK総合テレビの開始後に民放が初めて開始し、中には、平成時代に入ったどころか、NHK教育テレビが全国整備を終えた後に、漸く開始した地域もあった。最終的に、キー局の系列に属する既存民放は、1992年11月14日の日本海テレビ（山陰地区 日本テレビ系列）で開始したのを最後に、全局整備を完了することになった。
また、系列を持たない独立民放テレビ局は全体的に更に導入が遅れ、KBS京都、テレビ神奈川以外は全て平成時代に入ってから漸く音声多重放送を開始し、2001年4月1日のテレビ埼玉を最後に、全民放の音声多重放送の整備が完了した。
但し、北海道の一部地域（旭川・函館・帯広・北見・釧路各地区全域、及び室蘭地区のうち苫小牧市及び勇払郡の大半を除いた地域）では、民放各局でアナログ方式の音声多重放送は一貫して行われなかった。理由としては、放送回線（NTT中継回線）の設備（アナログ方式=全国回線は2006年6月4日深夜にデジタル回線に変更）や回線使用料（全国回線と比べ放送区域が広大で、かつ設備の維持経費も高い北海道内での回線は倍以上の料金がかかっている。実施するにはステレオ用の放送機を設置するとともに、NTT中継回線の音声回線もステレオ用に確保する必要があるが、多額の投資がかさむ等）の都合、さらには冬季における中継施設の維持（施設へ至る道路の除雪やアンテナの雪対策等）にコストがかかるといった問題が挙げられる。その後も各放送事業者で道内全域で実施できるよう検討していたが、前述の設備投資や回線費用が多額であることは避けられず、その上で2007年10月1日以降、道内各地で地上デジタル放送が開始されたこともあって結局は33年弱の間、民放各局では1度も実施するに至らないまま2011年7月24日のアナログ放送終了を迎えた。
しかしその後、全国的な地上デジタル放送の進展で、北海道で前述に挙げた地域でも2007年9月の地上デジタル試験放送（映像・音声信号を付加した）開始から音声多重放送が受信できるようになった。これは、放送回線のデジタル化移行（その際、民放各局の道内中継回線は従来のNTTのマイクロ回線に代わって北海道総合通信網所有の光ファイバー回線が使用されている）による回線使用料などの大幅なコスト削減と、同年10月1日以降、地上デジタル放送の基幹送信所・中継局が順次開設されるようになったためである。いずれにしても札幌地区を含めた他の全国地域よりも相当遅い民放各局の音声多重放送の開始となった。2010年12月末にはほぼ道内全域の世帯でNHK・民放各局ともに地上デジタル放送での音声多重放送が受信できるようになった。
一方、NHK（総合・教育）については開始当初はアナログ回線使用料は高額であったものの事前に予算を組んでいたことや、2004年にNTT中継回線は全国回線・道内回線ともにデジタル回線に移行され、回線使用料はアナログ回線に比べ安くなっているため北海道内全域でもアナログ・デジタルとも実施されていて受信可能となっている。

##### 放送開始の歴史（実用化試験放送以降）
＊は新規開局によるもの
- 1978年（昭和53年）
  - 9月28日 - 日本テレビ[14][33]
  - 10月1日 - NHK総合テレビ（東京・大阪）、読売テレビ[34]
  - 10月2日 - フジテレビ
  - 11月20日 - TBSテレビ[35][36]
  - 12月10日 - 毎日放送（MBS）テレビ[37][38]
  - 12月17日 - テレビ朝日[39][40]
  - 12月23日 - 北日本放送テレビ（富山県かつ地方局初）[41][42]
  - 12月25日 - 東京12チャンネル（現：テレビ東京）[43][44]
- 1979年（昭和54年）
  - 1月3日 - 関西テレビ[注 18][45]
  - 3月21日 - 朝日放送テレビ[46][47][48]
  - 7月1日 - 札幌テレビ（札幌地域のみ。北海道初）[49]、静岡第一テレビ＊[注 19]（静岡県初）
  - 8月1日 - 中部日本放送テレビ（現：CBCテレビ）、東海テレビ、中京テレビ（3局共に、東海地方初）[注 20][50][51][52][53]
  - 8月8日 - NHK総合テレビ（名古屋・京都・神戸）[54]
  - 12月1日 - 広島テレビ（広島県初）[31]、山口放送テレビ（山口県初）[31]、福岡放送（福岡県初）[31]
  - 12月23日 - 北海道放送テレビ（札幌地域のみ）
- 1980年（昭和55年）
  - 2月1日 - 山陽放送テレビ（岡山県及び岡山・香川エリア初）[55][56][57]
  - 3月20日 - 東北放送テレビ[58]、仙台放送、宮城テレビ（3局共に、宮城県初）[59]
  - 3月30日 - RKB毎日放送テレビ[59][60][61]
  - 4月1日 - 中国放送テレビ[62]
  - 6月13日 - 西日本放送テレビ（香川県初）[63]
  - 7月1日 - 信越放送テレビ、長野放送[64]（両局共に、長野県初）[注 21][65]
  - 7月3日 - 秋田放送テレビ、秋田テレビ（両局共に、秋田県初）
  - 8月8日 - NHK総合テレビ（前橋・和歌山）[66]
  - 9月27日 - 北陸放送テレビ、石川テレビ（両局共に、石川県初）[注 22][67]
  - 10月1日 - テレビ信州＊[注 23]
  - 11月1日 - IBC岩手放送テレビ、テレビ岩手（両局共に、岩手県初）
  - 11月29日 - 新潟放送テレビ（新潟県初）[68][69]
  - 12月15日 - テレビ西日本
  - 12月27日 - 岡山放送
- 1981年（昭和56年）
  - 3月21日 - 長崎放送テレビ、テレビ長崎（両局共に、長崎県初）
  - 4月1日 - テレビ新潟＊[注 24][70]、KBS京都（独立局初）
  - 7月1日 - 新潟総合テレビ（現：NST新潟総合テレビ）[注 25]
  - 7月24日 - 山形放送テレビ（山形県初）
  - 8月8日 -  NHK総合テレビ（札幌・仙台・広島・福岡・松山）[73]（松山は愛媛県初）
  - 10月1日 - 福島テレビ、福島中央テレビ、福島放送＊[注 26]（3局共に、福島県初）
  - 12月1日 - 福井放送テレビ（福井県初）
- 1982年（昭和57年）
  - 3月1日 - テレビ大阪＊、九州朝日放送テレビ[74]
  - 4月1日 - 静岡放送テレビ[75]、熊本県民テレビ＊[注 27]（熊本県初）、南日本放送テレビ（鹿児島県初[注 28]）
  - 7月1日 - NHK総合テレビ（奈良・大津・津・岐阜）[76]
  - 7月30日 - NHK総合テレビ（北九州）[76]
  - 8月4日 - NHK総合テレビ（福山）[76]
  - 10月1日 - 鹿児島放送＊[注 28][注 29]
  - 11月17日 - 鹿児島テレビ[注 28]
- 1983年（昭和58年）
  - 1月13日 - 熊本放送テレビ
  - 3月18日 - テレビ熊本
  - 6月4日 - NHK総合テレビ（岡山・高松）[77]
  - 6月6日 - NHK総合テレビ（静岡）[77]
  - 6月9日 - NHK総合テレビ（熊本）[77]
  - 6月10日 - NHK総合テレビ（長野・新潟）[77][78]
  - 9月1日 - テレビ愛知＊
  - 10月1日 - 新潟テレビ21＊[注 30]
  - 11月3日 - 北海道テレビ（札幌地域のみ）
  - 12月4日 - テレビユー福島＊
  - 期日不明 - テレビ静岡
- 1984年（昭和59年）
  - 7月20日 - NHK総合テレビ（鹿児島）[79]
  - 7月28日 - NHK総合テレビ（長崎）[79]
  - 8月2日 - NHK総合テレビ（福島）[79][80]
  - 12月1日 - 北海道文化放送（札幌地区[注 31]のみ）[81]
  - 12月25日 - NHK総合テレビ（山口）[79][82]
- 1985年（昭和60年）
  - 3月1日 - NHK総合テレビ（金沢・富山）[79]
  - 4月2日 - テレビ神奈川[83][注 32]
  - 5月31日 - サガテレビ[84]
  - 6月1日 - 琉球放送テレビ、沖縄テレビ（両局共に、沖縄県初）
  - 7月7日 - NHK総合テレビ（福井）[85]
  - 8月8日 - NHK総合テレビ（秋田）[85]
  - 10月1日 - テレビせとうち＊[注 33]
  - 11月14日 - 広島ホームテレビ
  - 12月6日 - 富山テレビ放送[86]
  - 期日不明 - 福井テレビ放送
- 1986年（昭和61年）
  - 2月21日 - NHK総合テレビ（山形）[85]
  - 2月23日 - NHK総合テレビ（沖縄）[85]
  - 3月1日 - NHK総合テレビ（佐賀）[85]
  - 5月3日 - 名古屋テレビ[87]
  - 7月1日 - 山梨放送テレビ[88]
  - 7月11日 - NHK総合テレビ（甲府）[89]
  - 8月8日 - NHK総合テレビの未実施地域全部（函館・旭川・帯広・釧路・北見、青森・盛岡・松江・鳥取・徳島・高知・大分・宮崎）[89][90][91]。NHK総合テレビでの全国整備が完了[89]。
- 1988年（昭和63年）5月27日 - 四国放送テレビ[92]
- 1989年（平成元年）
  - 7月15日 - 大分放送テレビ
  - 10月1日 - テレビ北海道＊（札幌地域のみ）、テレビユー山形＊、熊本朝日放送＊
  - 12月21日 - テレビ山口
  - 期日不明 - びわ湖放送
- 1990年（平成2年）
  - 2月19日 - テレビ大分
  - 4月1日 - テレビ金沢＊、長崎文化放送＊
  - 5月30日 - テレビ宮崎
  - 7月19日 - 南海放送テレビ[93]、テレビ愛媛
  - 8月1日 - 静岡県民テレビ（現：静岡朝日テレビ）
  - 8月29日 - 宮崎放送テレビ
  - 9月1日 - 山形テレビ
  - 10月1日 - NHK教育テレビ（放送センター（東京）・名古屋・大阪）[94]、青森放送テレビ、青森テレビ、テレビユー富山（現：チューリップテレビ）＊
  - 11月15日 - 三重テレビ
  - 12月24日 - NHK教育テレビの四国地域（高松・松山・高知・徳島）[94]
  - 期日不明 - 瀬戸内海放送
- 1991年（平成3年）
  - 3月21日 - NHK教育テレビの未実施全地域。NHK教育テレビの全国の音声多重化が完了[94]。
  - 4月1日 - 岩手めんこいテレビ＊、長野朝日放送＊、TXN九州（現：TVQ九州放送）＊、長崎国際テレビ＊
  - 7月1日 - テレビ新広島
  - 9月26日 - 東日本放送
  - 10月1日 - 青森朝日放送＊、北陸朝日放送＊
  - 12月1日 - 山陰中央テレビ
- 1992年（平成4年）
  - 3月14日 - サンテレビ
  - 4月1日 - 群馬テレビ[95]、山陰放送テレビ、 高知放送テレビ 、テレビ高知
  - 10月1日 - 秋田朝日放送＊、伊予テレビ（現：あいテレビ）＊
  - 11月14日 - 日本海テレビ[注 17]
- 1993年（平成5年）10月1日 - 山口朝日放送＊、大分朝日放送＊
- 1994年（平成6年）4月1日 - 鹿児島讀賣テレビ＊
- 1995年（平成7年）
  - 4月1日 - 愛媛朝日テレビ＊
  - 4月3日 - 千葉テレビ[96]
  - 4月（期日不明） - テレビ和歌山
  - 10月1日 - 岐阜放送テレビ[97]、琉球朝日放送＊
  - 11月1日 - TOKYO MX＊
- 1996年（平成8年）10月1日 - 岩手朝日テレビ＊
- 1997年（平成9年）
  - 4月1日 - さくらんぼテレビ＊、高知さんさんテレビ＊
  - 期日不明 - 奈良テレビ
- 1999年（平成11年）4月1日 - とちぎテレビ＊（現時点で、地上波民放テレビ局では最後の開局となっている）
- 2001年（平成13年）4月1日 - テレビ埼玉
- 開始年期日不明 - テレビ山梨。民放テレビ全局での整備が完了

## 日本のラジオ放送
FMラジオではAM-FM方式、AMラジオでは両立性直交振幅変調方式によりステレオ音声が送信される。このときも、主搬送波では左右の混合音声が送られるので、ステレオ非対応の受信機でもモノラル音声の受信は可能となる。
また、FM放送開始以前には、AMラジオ放送の2波を同時に使うことで（NHKのラジオ第1・第2放送、文化放送・ニッポン放送共同など）ステレオ放送が行われたこともある。
BSアナログ放送では、WOWOWが使用していたBSアナログ5chで独立音声放送「セント・ギガ」（→CLUB COSMO→WINJ）が、PCM方式の音声で放送が行われていた。

## 各国のテレビ音声多重放送方式
以下に各方式の名称と使用国を記す。なお、テレビの音声多重方式において、各方式の間に互換性は無い。
- MTS (テレビ方式)（英語版）（Multichannel Television Sound）：アメリカ、カナダ、メキシコ、台湾（以上、NTSC使用国）、ブラジル、アルゼンチン（以上、PAL使用国）などで使用。
- NICAM（Nearly Instantaneous Compandable Audio Matrix）：イギリス、デンマーク、スウェーデン、ポルトガル、香港、南アフリカ、ニュージーランド（以上、PAL）、フランス（SECAM）で使用。
- A2ステレオ：ドイツ、オーストリア、スイス、オランダ（以上、PAL）、韓国（NTSC）